# Hazaza
Hazaza (arab. حزازة) – wieś w Syrii, w muhafazie Aleppo. W 2004 roku liczyła 768 mieszkańców.